# Alberto Onofre
Alberto Onofre Cervantes (* 5. Juli 1947 in Guadalajara, Bundesstaat Jalisco; † 9. Januar 2025) war ein mexikanischer Fußballspieler, der zwischen 1965 und 1974 für Chivas Guadalajara spielte. Sein Profivertrag begann unmittelbar nach der erfolgreichsten Epoche des Vereins, in der Guadalajara zwischen 1956/57 und 1964/65 sieben Meistertitel gewann.

## Leben
Alberto Onofre entstammte einer kinderreichen Familie und wurde als fünftes Kind von insgesamt zehn Geschwistern geboren. Seine Wurzeln lagen in einem Arbeiterviertel im Süden von Guadalajara, der zweitgrößten Stadt Mexikos. Der Kontakt zu seinem späteren Stammverein Chivas Guadalajara ergab sich durch seinen ältesten Bruder Ernesto, der die Chivas-Legende Sabás Ponce persönlich kannte. Schon bald spielte Alberto in einer der Jugendmannschaften des beliebtesten mexikanischen Vereins. Onofre war ein brillanter Mittelfeldspieler, dessen Torgefährlichkeit insbesondere beim Kopfballspiel aufblitzte. Bereits mit 17 Jahren schaffte er den Sprung ins Profiteam, gerade rechtzeitig, um in der Saison 1964/65 den letzten Meistertitel mit jener Mannschaft zu gewinnen, die als „Campeonísimo“ in die Annalen der mexikanischen Fußballgeschichte einging.
Sein Länderspieldebüt gab Alberto Onofre am 5. November 1969 gegen Belgien (1:0). Einschließlich des am 18. März 1970 ausgetragenen Länderspiels gegen Peru (3:3), das auch sein letztes sein sollte, hatte er sich das Trikot der Nationalmannschaft sechsmal übergestreift und bei seinem zweiten Einsatz gegen Norwegen (4:0) sogar ein Tor erzielt.
Vor der WM 1970 im eigenen Land galt er als eines der hoffnungsvollsten Talente, weil er es wie kein anderer verstand, im Mittelfeld die Fäden zu ziehen. Doch nur wenige Tage vor Beginn der WM stieß er während einer Trainingseinheit der mexikanischen Nationalmannschaft mit einem Teamkameraden so unglücklich zusammen, dass er sich einen Schien- und Wadenbeinbruch zuzog. Dieser Unfall im Alter von nicht einmal 23 Jahren führte zum Ende seiner Karriere. Denn die schwere Verletzung zwang ihn zunächst zu einer zweijährigen Pause. Als er anschließend den Spielbetrieb wieder aufnahm, war er nicht mehr der Alte. Nach zwei weiteren Spielzeiten (1972/73 und 1973/74) zog er sich enttäuscht zurück. Er war gerade mal 27 Jahre alt. Seither übte er seinen Beruf als Dreher aus, den einst auch schon sein Vater Dionisio Onofre Cabrera erlernt hatte.

## Erfolge
- Mexikanischer Meister: 1970
- Mexikanischer Supercup: 1970
- Pokalsieger: 1970